# Stenalder
Stenalderen er en forhistorisk periode, der forekommer i de fleste områder af verden kendetegnet ved, at redskaber blev lavet af sten, knogle, horn, tak eller tand. Desuden blev redskaber fremstillet af en række mindre hårde materialer, eksempelvis træ. Man kan også sige, at redskaber aldrig blev fremstillet ved at smelte metal. Stenalderen efterfølges de fleste steder af enten bronzealder, som i Danmark, eller af kobberalder. Menneskets historie før stenalderen behandler man indenfor (palæo)antropologien.
Kendetegnende for stenalderen er også, at mennesket i denne periode udviklede en lang række metoder og teknologier, herunder
- Brug af ild (ca. 300.000 f.Kr.) og siden at kunne "gøre" ild. Ild blev brugt til madlavning, for at holde varmen, for at give lys og for at holde dyr væk fra bopladsen og maden)
- Brug af redskaber og siden at kunne fremstille redskaber, først af sten, tak, ben, træ og tand - siden af forskellige metaller, kobber, bronze, jern og tin
- Brug af beholdere og siden at kunne fremstille beholdere, først af træ, fletværk, horn eller sten - siden af keramik
- Flytbare boliger som telte og etablering af boliger, hvor der ikke var en passende hule
- Husdyr og afgrøder
- Udvidet kommunikation som signalering med trommer, røg, afmærkninger, billeder og siden skrift
- Mere komplekse samfund end gruppe og stamme

Internationalt dækker stenalderen hele den geologiske epoke Pleistocæn, men den begynder i Pliocæn og slutter i Holocæn. Stenalderen er således den eneste (for)historiske periode, der strækker sig ind i den tidligere geologiske periode Neogen. Pleistocæn er som geologisk epoke især kendte for sin lange række af istider, der også dækkede store dele af Danmark, og som nok var medvirkende til at mennesket først indvandrede efter den sidste istid - selv om klimaet i næsten alle mellemistiderne var mildt nok - og der kendes da også enkelte spor af mennesker[kilde mangler] og neandertalere fra tidligere mellemistider.
I Danmark ligger stenalderen i Holocæn på nær de første 3-4.000 år.
Hvor længe stenalderen varede varierer stærkt fra verdensdel til verdensdel.
|               | Afrika                           | Asien               | Europa                             | Danmark             | Amerika             |
| ------------- | -------------------------------- | ------------------- | ---------------------------------- | ------------------- | ------------------- |
| Fra           | 3,4 mio. år siden                | 2,4 mio. år siden   | 1,6 mio. år siden                  | 12.800 f.Kr.        | 15.000 f.Kr.        |
| Til           | 4.000 f.Kr.                      | 6.000 f.Kr.         | 1.800 f.Kr.                        | 1.800 f.Kr.         | 200 f.Kr.           |
| Kommentar     | Starter med Oldowan og Acheulean |                     | Forgænger for Homo heidelbergensis |                     |                     |
| Geol. epoke   | Pliocæn, Pleistocæn, Holocæn     | Pleistocæn, Holocæn | Pleistocæn, Holocæn                | Pleistocæn, Holocæn | Pleistocæn, Holocæn |
| Geol. periode | Neogen, Kvartær                  | Kvartær             | Kvartær                            | Kvartær             | Kvartær             |

I Danmark og de fleste andre lande opdeles stenalderen i en yngre del, ofte kaldet bondestenalder eller neolitikum, og en ældre del, ofte kaldet jægerstenalder. Jægerstenalderen opdeles oftest igen i to dele: ældste stenalder eller palæolitikum og ældre stenalder eller mesolitikum. Alternativt ses betegnelserne ældre, mellemste og yngre stenalder brugt om de 3 perioder.
For Danmark varede perioderne
- Jægerstenalder:  12.800 f.Kr. – 3.900 f.Kr.
  - Ældste stenalder: 12.800 f.Kr. – 8.900 f.Kr.
  - Ældre stenalder: 8.900 f.Kr. - 3.900 f.Kr.
- Bondestenalder: 3.900 f.Kr. - 1.800 f.Kr.

Se også Stenalder i Danmark

## Jægerstenalderen
Jægerstenalderen begyndte på Afrikas savanne for ca. 3,4 millioner år siden, hvor menneskets forfædre, Homo habilis, skabte de første redskaber af sten. I Danmark er der ingen helt sikre fund fra tiden før den seneste istid, Weichsel-istiden, se dog Vejstrup Skov, Hollerup, Fænø og Seest. Først fra slutningen af istiden, der ophørte ca. 9.500 år f.Kr., har vi et mere detaljeret billede af kulturerne.

## Bondestenalderen
Bondestenalderen indledtes med udviklingen af det første landbrug i den frugtbare halvmåne (som lå i det nuværende Libanon, Syrien, det sydøstlige Tyrkiet, det nordlige Irak og det nordvestlige Iran) for 10.000 år siden. Siden bredte landbruget sig (eller blev opfundet lokalt) til de store flodkulturer; Egypten ved Nilen, Mesopotamien mellem Eufrat og Tigris, Indus i Nordindien og Huang-Ho (den gule flod) i Nordkina. Landbruget nåede til Danmark ca. 4000. år f.Kr. 
Da bronzen nåede til Danmark ca 1700 f.Kr., ophørte stenalderen. Mange kulturtræk fortsatte imidlertid langt op i bronzealderen, såsom jordfæstelse i gravhøje. Stenredskaberne fortsatte, fordi de var billige, frem til den ældste jernalder. 
Bondestenalderen er perioden, hvor gravmonumenter med kæmpesten blev almindelige i Vesteuropa. Man taler da om megalit-kulturen.